# Тимур (село)
Тимур (каз. Темір) — село в Отырарском районе Туркестанской области Казахстана. Административный центр Тимурского сельского округа. Находится примерно в 7 км к северо-востоку от районного центра, села Шаульдер. Код КАТО — 514853100.

## Население
В 1999 году население села составляло 4340 человек (2149 мужчин и 2191 женщина). По данным переписи 2009 года в селе проживало 4187 человек (2059 мужчин и 2128 женщин).